# Чувашка (приток Большого Улуя)
Чувашка — река в Ачинском районе Красноярского края. Левый приток Большого Улуя.

## География
Длина реки 15 км. Протекает в границах Лапшихинского сельсовета. Берёт начало вблизи железной дороги Ачинск — Лесосибирск в 3 км к северо-западу от деревни Тимонино. Течёт на северо-восток, в устьевой части отклоняется на север. Впадает в Большой Улуй по левому берегу в 70 км от его устья (в 5 км к востоку от посёлка Тулат).
В верховьях вблизи реки расположено село Лапшиха.

## Данные водного реестра
По данным государственного водного реестра России относится к Верхнеобскому бассейновому округу, водохозяйственный участок реки — Чулым от г. Ачинск до водомерного поста села Зырянское, речной подбассейн реки — Чулым. Речной бассейн реки — (Верхняя) Обь до впадения Иртыша.
Код объекта в государственном водном реестре — 13010400212115200016220.